# Enicospilus famantrus
Enicospilus famantrus là một loài tò vò trong họ Ichneumonidae.